# Mashan Xiang
Mashan Xiang (kinesiska: 马山乡, 马山) är en socken i Kina. Den ligger i provinsen Zhejiang, i den östra delen av landet, omkring 82 kilometer väster om provinshuvudstaden Hangzhou.
Genomsnittlig årsnederbörd är 2 236 millimeter. Den regnigaste månaden är juni, med i genomsnitt 456 mm nederbörd, och den torraste är januari, med 80 mm nederbörd.